# M-Flo
M-Flo (jap. エムフロウ; Emu Furō) (Eigenschreibweise: m-flo) ist eine japanische Hip-Hop-Gruppe, die aus dem Produzenten Taku Takahashi und dem Rapper Verbal besteht.

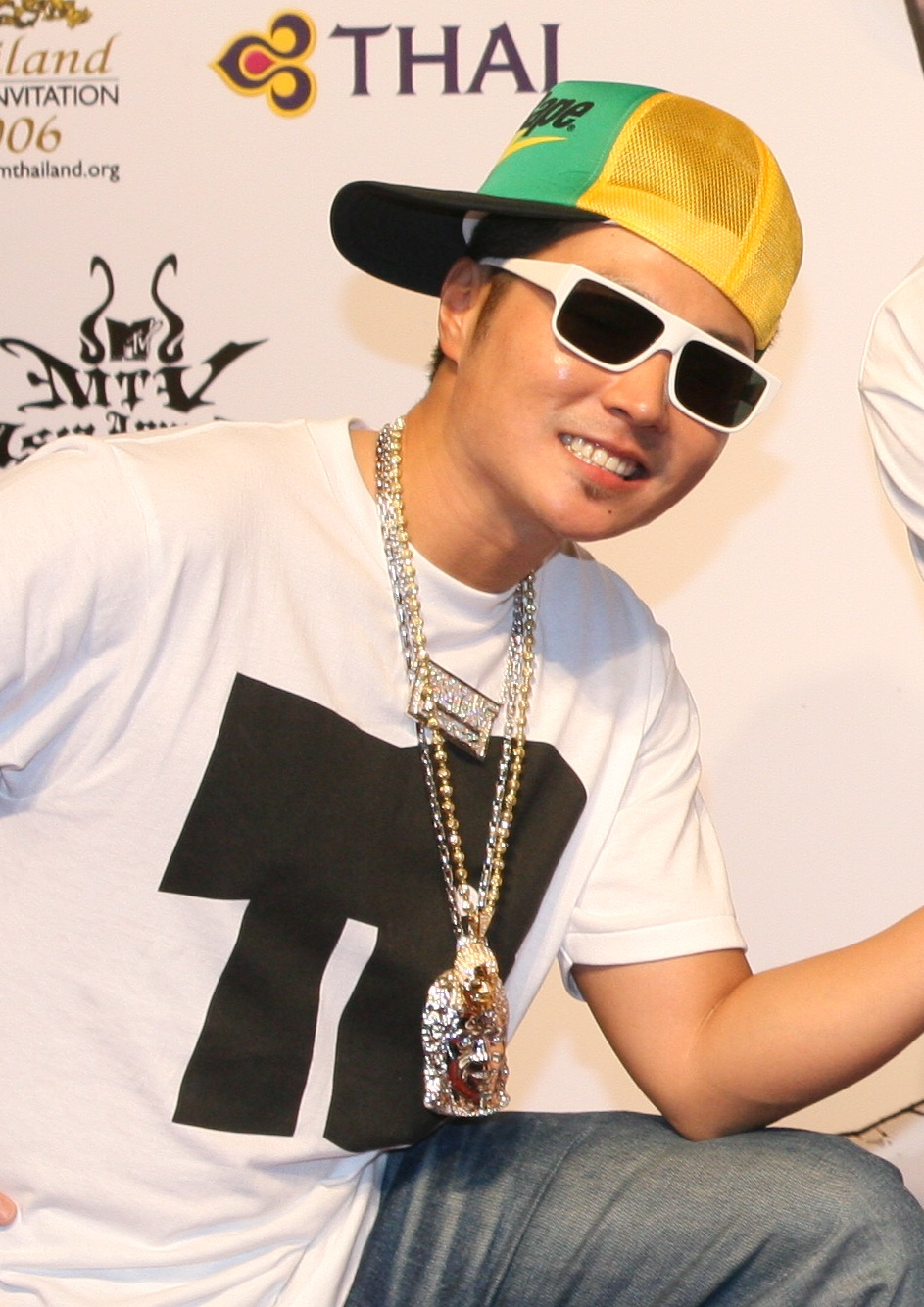
Verbal bei den MTV Music Awards (2006)

Ursprünglich bestand die Gruppe aus drei Mitgliedern. Die Sängerin Lisa verließ die Gruppe 2002, für eine Solo-Karriere.

## Geschichte
Verbal und Taku trafen sich das erste Mal auf der St. Mary's International School in Tokio. Beide fanden sich als Gruppe in N.M.D., worin Taku am Schlagzeug saß und Verbal als Rapper tätig war. Der Schwerpunkt der Gruppe lag im Freestyle. Nachdem feststand, dass sie eine Gruppe sein wollen, haben sie Elizabeth Sakura Narita eingeladen, die kolumbianische Wurzeln hat. Bekannt war sie dann als Lisa. Bevor M-Flo trat sie als Pseudonym Unika auf, war allerdings nicht erfolgreich. 1998 sendeten sie eine Demo zur Plattenfirma Avex Trax, wo sie später einen Plattenvertrag, beim Sub-Label Rhythm Zone, bekamen.
Nach dem Debüt bei der Plattenfirma Rhythm Zone, mit der Single The Tripod E.P., welche sich mit Platz 9 und mehr als 144.000 verkauften Einheiten zeigen kann, folgte nach einigen Singles das Debütalbum Planet Shining, welches erfolgreich war. Es landete auf Platz 6 der Oricon-Charts und verkaufte sich insgesamt bis zu 333.000-mal. Außerdem war es, auf das ganze Jahr 2000 bezogen, auf Platz 66 der meistverkauften Alben 2000 in Japan.
Allerdings verließ die Sängerin Lisa die Band, da sie an ihrer Solo-Karriere arbeiten wollte und so entstand die M-Flo loves...-Ära.

### M-Flo loves...
M-Flo loves... ist ein sehr bekanntes und teilweise erfolgreiches Projekt in Japan. Mit diesem Projekt veröffentlichten M-Flo, mit vielen diversen anderen Artisten, Lieder. Die erste Künstlerin aus dem Projekt war Crystal Kay, hier wurde die Single Reeewind! aufgenommen, welche sich bis zu 50.000-mal verkaufen konnte. Parallel wurde auch für Kay's Diskografie gesorgt, indem man die Single I Like It aufnahm, welche ebenso zum M-Flo loves...-Projekt gehört, aber nicht in die Diskografie von M-Flo zählt und diese Single sich sogar bis zu 60.000-mal verkaufen konnte.
In den folgenden Jahren entstanden immer mehr M-Flo loves...-Projekte, die vorwiegend mit weiblichen Künstlerinnen aufgenommen wurden und häufiger als Titellieder auf Alben zu finden sind. Zu den M-Flo loves...-Singles, die in M-Flo's Diskografie zählen, gehören folgende:
1. Reeewind! (M-Flo loves Crystal Kay) – Veröffentlicht am 18. Juni 2003
2. Miss You (M-Flo loves Melody. & Ryohei Yamamoto) – Veröffentlicht am 22. Oktober 2003
3. The Love Bug (M-Flo loves BoA) – Veröffentlicht am 17. März 2004
4. Let Go (M-Flo loves Yoshika) – Veröffentlicht am 17. November 2004
5. Dopamine (M-Flo loves Emyli & Diggy-Mo') – Veröffentlicht am 23. Februar 2005
6. Loop in My Heart / Hey! (M-Flo loves Emyli & Yoshika / Akiko Wada) – Veröffentlicht am 13. Juli 2005
7. Summer Time Love (M-Flo loves Emi Hinouchi & Ryhohei) – Veröffentlicht am 28. Juni 2006
8. Love Song (M-Flo loves Bonnie Pink) – Veröffentlicht am 8. November 2006

### Seit 2012
Seit fünf Jahren veröffentlichten M-Flo erstmals ihr sechstes Studioalbum am 14. März 2012, welches sie Square One nannten. Allerdings konnte es nicht an die vorherigen Erfolge anknüpfen und verkaufte sich nach drei recherchierten Wochen fast 20.000-mal und landete auf Platz 10 der Oricon-Charts.

## Mitglieder

### Verbal
- Geburtsname: Ryu Yong Gi (kor. 류 영기)[8]
- Künstlername: Verbal (Eigenschreibweise: VERBAL)[8]
- Geburtsdaten: 21. August 1975 in Tokio, Japan[8]
- Sonstiges: Verbal ist seit September 2004 mit Yoon verheiratet und ist Japaner mit koreanischen Wurzeln.[8] Außerdem ist er auch ein Mitglied von den Teriyaki Boyz[8]

### Taku Takahashi
- Geburtsname: Takahashi Taku (jap. 高 橋拓; auch Taku Takahashi)[9]
- Künstlername: Takahashi Taku und Taku (Eigenschreibweise: ☆TAKU)[9]
- Geburtsdaten: 29. März 1974 in Kanagawa, Japan.[9]
- Sonstiges: Taku kann man auch auf Titeln wie The Rhyme Brokers, Vanessa, und Get On! rappen hören.[9]

## Diskografie

### Studioalben
| Jahr | Titel           | Höchstplatzierung, Gesamtwochen, AuszeichnungChartsChartplatzierungen (Jahr, Titel, Platzierungen, Wochen, Auszeichnungen, Anmerkungen) | Anmerkungen                                                   |
| Jahr | Titel           | JP | Anmerkungen                                                   |
| ---- | --------------- | --- | ------------------------------------------------------------- |
| 2000 | Planet Shining  | JP6 Gold · (33 Wo.)JP | Erstveröffentlichung: 23. Februar 2000 Verkäufe JP: + 358.000 |
| 2001 | Expo Expo       | JP3 Platin · (13 Wo.)JP | Erstveröffentlichung: 28. März 2001 Verkäufe JP: + 558.000    |
| 2004 | Astromantic     | JP2 Platin · (34 Wo.)JP | Erstveröffentlichung: 26. Mai 2004 Verkäufe JP: + 347.000     |
| 2005 | Beat Space Nine | JP1 Platin · (26 Wo.)JP | Erstveröffentlichung: 24. August 2005 Verkäufe JP: + 350.000  |
| 2007 | Cosmicolor      | JP3 Platin · (18 Wo.)JP | Erstveröffentlichung: 28. März 2007 Verkäufe JP: + 172.000    |
| 2012 | Square One      | JP10 (11 Wo.)JP | Erstveröffentlichung: 14. März 2012 Verkäufe JP: + 26.000     |
| 2013 | Neven           | JP19 (6 Wo.)JP | Erstveröffentlichung: 13. März 2013 Verkäufe JP: + 12.000     |
| 2014 | Future Is Wow   | JP27 (4 Wo.)JP | Erstveröffentlichung: 26. März 2014 Verkäufe JP: + 7.000      |
| 2019 | Kyo             | JP34 (5 Wo.)JP | Erstveröffentlichung: 6. November 2019 Verkäufe JP: + 2.000   |

### Kompilationen
| Jahr | Titel                        | Höchstplatzierung, Gesamtwochen, AuszeichnungChartsChartplatzierungen (Jahr, Titel, Platzierungen, Wochen, Auszeichnungen, Anmerkungen) | Anmerkungen                                                   |
| Jahr | Titel                        | JP | Anmerkungen                                                   |
| ---- | ---------------------------- | --- | ------------------------------------------------------------- |
| 2003 | The Intergalactic Collection | JP4 Gold · (20 Wo.)JP | Erstveröffentlichung: 5. März 2003 Verkäufe JP: + 155.000     |
| 2008 | Award Supernova: Loves Best  | JP1 Gold · (16 Wo.)JP | Erstveröffentlichung: 13. Februar 2008 Verkäufe JP: + 178.000 |
| 2009 | MF10: 10th Anniversary Best  | JP5 Gold · (15 Wo.)JP | Erstveröffentlichung: 7. Oktober 2009 Verkäufe JP: + 83.000   |
| 2017 | Universe                     | — | Erstveröffentlichung: 14. Dezember 2017                       |

### Remixalben
| Jahr | Titel                                                         | Höchstplatzierung, Gesamtwochen, AuszeichnungChartsChartplatzierungen (Jahr, Titel, Platzierungen, Wochen, Auszeichnungen, Anmerkungen) | Anmerkungen                                                    |
| Jahr | Titel                                                         | JP | Anmerkungen                                                    |
| ---- | ------------------------------------------------------------- | --- | -------------------------------------------------------------- |
| 2000 | The Replacement Percussionists: Rocket Scientists in Disguise | JP8 (8 Wo.)JP | Erstveröffentlichung: 9. August 2000 Verkäufe JP: + 71.000     |
| 2001 | Expo Bōei Robot Gran Sonik                                    | JP25 (3 Wo.)JP | Erstveröffentlichung: 28. November 2001 Verkäufe JP: + 21.000  |
| 2004 | Astromantic Charm School                                      | JP24 (7 Wo.)JP | Erstveröffentlichung: 15. September 2004 Verkäufe JP: + 26.000 |
| 2005 | Dope Space Nine                                               | JP27 (6 Wo.)JP | Erstveröffentlichung: 2. November 2005 Verkäufe JP: + 21.000   |
| 2007 | Electricolor: Complete Remix                                  | JP42 (5 Wo.)JP | Erstveröffentlichung: 26. September 2007 Verkäufe JP: + 11.000 |
| 2012 | M-Flo DJ Mix: Bon! Enkai                                      | JP34 (8 Wo.)JP | Erstveröffentlichung: 19. Dezember 2012 Verkäufe JP: + 11.000  |
| 2013 | M-Flo DJ Mix: Asobon! Enkai                                   | JP84 (3 Wo.)JP | Erstveröffentlichung: 27. November 2013 Verkäufe JP: + 3.000   |
| 2014 | EDM-Flo                                                       | JP77 (2 Wo.)JP | Erstveröffentlichung: 26. März 2014 Verkäufe JP: + 2.000       |

### Kollaboalben
| Jahr | Titel                                                       | Höchstplatzierung, Gesamtwochen, AuszeichnungChartsChartplatzierungen (Jahr, Titel, Platzierungen, Wochen, Auszeichnungen, Anmerkungen) | Anmerkungen                                                   |
| Jahr | Titel                                                       | JP | Anmerkungen                                                   |
| ---- | ----------------------------------------------------------- | --- | ------------------------------------------------------------- |
| 2002 | Soto Shigoto: M-Flo Turns It Out! (ソトシゴト) Outside Work | — | Erstveröffentlichung: 27. Februar 2002 Verkäufe JP: + 23.000  |
| 2004 | M-Flo Inside                                                | — | Erstveröffentlichung: 17. März 2004 Verkäufe JP: + 33.000     |
| 2006 | M-Flo Inside: Works Best II                                 | JP4 Gold · (17 Wo.)JP | Erstveröffentlichung: 26. Juli 2006 Verkäufe JP: + 150.000    |
| 2009 | M-Flo Inside: Works Best III                                | JP19 (9 Wo.)JP | Erstveröffentlichung: 18. März 2009 Verkäufe JP: + 21.000     |
| 2010 | M-Flo Inside: Works Best IV                                 | JP13 (7 Wo.)JP | Erstveröffentlichung: 8. September 2010 Verkäufe JP: + 16.000 |
| 2013 | M-Flo Inside: Works Best V                                  | JP72 (4 Wo.)JP | Erstveröffentlichung: 27. März 2013 Verkäufe JP: + 3.000      |

### Livealben
| Jahr | Titel                     | Höchstplatzierung, Gesamtwochen, AuszeichnungChartsChartplatzierungen (Jahr, Titel, Platzierungen, Wochen, Auszeichnungen, Anmerkungen) | Anmerkungen                                                 |
| Jahr | Titel                     | JP | Anmerkungen                                                 |
| ---- | ------------------------- | --- | ----------------------------------------------------------- |
| 2001 | M-Flo Tour 2001 Expo Expo | JP19 (4 Wo.)JP | Erstveröffentlichung: 29. August 2001 Verkäufe JP: + 35.000 |

### Tribute-Alben
| Jahr | Titel                               | Höchstplatzierung, Gesamtwochen, AuszeichnungChartsChartplatzierungen (Jahr, Titel, Platzierungen, Wochen, Auszeichnungen, Anmerkungen) | Anmerkungen                                                    |
| Jahr | Titel                               | JP | Anmerkungen                                                    |
| ---- | ----------------------------------- | --- | -------------------------------------------------------------- |
| 2009 | Tribute: Maison de M-Flo            | — | Erstveröffentlichung: 16. September 2009 Verkäufe JP: + 42.000 |
| 2011 | Tribute: Stitch the Future and Past | — | Erstveröffentlichung: 20. April 2011 Verkäufe JP: + 10.000     |

### Singles
| Jahr | Titel Album                                               | Höchstplatzierung, Gesamtwochen, AuszeichnungChartsChartplatzierungen (Jahr, Titel, Album, Platzierungen, Wochen, Auszeichnungen, Anmerkungen) | Anmerkungen |
| Jahr | Titel Album                                               | JP | Anmerkungen |
| ---- | --------------------------------------------------------- | --- | --- |
| 1999 | The Tripod E.P. Planet Shining                            | JP9 (15 Wo.)JP | Erstveröffentlichung: 7. Juli 1999 Verkäufe JP: + 144.000                                                              |
| 1999 | Mirrorball Satellite 2012 –                               | JP11 (5 Wo.)JP | Erstveröffentlichung: 29. September 1999 Verkäufe JP: + 53.000                                                         |
| 1999 | L.O.T. (Love or Truth) Planet Shining                     | JP20 (9 Wo.)JP | Erstveröffentlichung: 25. November 1999 Verkäufe JP: + 84.000                                                          |
| 1999 | Chronopsychology Planet Shining                           | JP24 (8 Wo.)JP | Erstveröffentlichung: 25. November 1999 Verkäufe JP: + 58.000                                                          |
| 2000 | Hands Planet Shining                                      | JP33 (3 Wo.)JP | Erstveröffentlichung: 16. Februar 2000 Verkäufe JP: + 20.000                                                           |
| 2000 | Come Back to Me: Reviens Moi Planet Shining               | JP30 (4 Wo.)JP | Erstveröffentlichung: 26. April 2000 Verkäufe JP: + 27.000                                                             |
| 2000 | Quantum Leap Planet Shining                               | JP31 (3 Wo.)JP | Erstveröffentlichung: 28. Juni 2000 Verkäufe JP: + 16.000                                                              |
| 2000 | How You Like Me Now? Expo Expo                            | JP9 Gold · (10 Wo.)JP | Erstveröffentlichung: 6. September 2000 Verkäufe JP: + 224.000                                                         |
| 2001 | Come Again Expo Expo                                      | JP4 Platin + Platin (Digital) · (13 Wo.)JP | Erstveröffentlichung: 17. Januar 2001 · Verkäufe JP: + 390.000 · + JP: Gold (Streaming)                                |
| 2001 | Orbit-3 Expo Expo                                         | JP9 (5 Wo.)JP | Erstveröffentlichung: 14. März 2001 Verkäufe JP: + 64.000                                                              |
| 2001 | Prism Expo Expo                                           | JP15 (3 Wo.)JP | Erstveröffentlichung: 9. Mai 2001 Verkäufe JP: + 26.000                                                                |
| 2001 | Dispatch Expo Expo                                        | JP34 (2 Wo.)JP | Erstveröffentlichung: 25. Juli 2001 Verkäufe JP: + 10.000 feat. Dev Large, Nipps & Vincento Galluo                     |
| 2001 | Yours Only, / Lies Expo Expo / Expo Bōei Robot Gran Sonik | JP25 (3 Wo.)JP | Erstveröffentlichung: 31. Oktober 2001 Verkäufe JP: + 20.000                                                           |
| 2003 | Reeewind! Astromantic                                     | JP9 (10 Wo.)JP | Erstveröffentlichung: 18. Juni 2003 Verkäufe JP: + 50.000 loves Crystal Kay                                            |
| 2003 | Miss You Astromantic                                      | JP8 Gold (Digital) · (15 Wo.)JP | Erstveröffentlichung: 22. Oktober 2003 Verkäufe JP: + 71.000 loves melody., Ryohei Yamamoto                            |
| 2004 | The Love Bug Astromantic                                  | JP8 Gold · (11 Wo.)JP | Erstveröffentlichung: 17. März 2004 Verkäufe JP: + 56.000 loves BoA                                                    |
| 2004 | Let Go Beat Space Nine                                    | JP12 ×2Gold + Doppelplatin (Digital) · (32 Wo.)JP                                                                                              | Erstveröffentlichung: 17. November 2004 · Verkäufe JP: + 124.000 · loves Yoshika · + JP: ×3Dreifachplatin (Klingelton) |
| 2005 | Dopamine Beat Space Nine                                  | JP20 (9 Wo.)JP | Erstveröffentlichung: 23. Februar 2005 Verkäufe JP: + 31.000 loves Emyli, Diggy-Mo’                                    |
| 2005 | Loop in My Heart / Hey! Beat Space Nine                   | JP9 (7 Wo.)JP | Erstveröffentlichung: 13. Juli 2005 Verkäufe JP: + 29.000 loves Emyli & Yoshika / loves Akiko Wada                     |
| 2006 | Summer Time Love Cosmicolor                               | JP12 (6 Wo.)JP | Erstveröffentlichung: 28. Juni 2006 Verkäufe JP: + 26.000 loves Emi Hinouchi, Ryohei                                   |
| 2006 | Love Song Cosmicolor                                      | JP9 (6 Wo.)JP | Erstveröffentlichung: 8. November 2006 Verkäufe JP: + 25.000 loves Bonnie Pink                                         |
| 2012 | She’s So (Outta Control) Square One                       | — | Erstveröffentlichung: 2012 feat. 2NE1                                                                                  |
| 2013 | Lover Neven                                               | JP81 (2 Wo.)JP | Erstveröffentlichung: 6. Februar 2013 Verkäufe JP: + 1.200 feat. Miliyah Kato                                          |
| 2014 | Go Crazy Future Is Wow                                    | — | Erstveröffentlichung: 2014 feat. Sol                                                                                   |
| 2018 | The Tripod e.p.2 (No Question / Never) –                  | JP30 (6 Wo.)JP | Erstveröffentlichung: 7. März 2018                                                                                     |
| 2019 | Mortal Portal e.p. (EKTO) –                               | JP65 (1 Wo.)JP | Erstveröffentlichung: 3. Juli 2019                                                                                     |
| 2019 | Human Lost / Against All Gods –                           | — | Erstveröffentlichung: 23. Oktober 2019 feat. J Balvin                                                                  |

### Videoalben
| Jahr | Titel                                             | Höchstplatzierung, Gesamtwochen, AuszeichnungChartsChartplatzierungen (Jahr, Titel, Platzierungen, Wochen, Auszeichnungen, Anmerkungen) | Anmerkungen                              |
| Jahr | Titel                                             | JP | Anmerkungen                              |
| ---- | ------------------------------------------------- | --- | ---------------------------------------- |
| 2000 | Tunnel Vision                                     | — | Erstveröffentlichung: 6. September 2000  |
| 2001 | M-Flo Tour 2001 Expo Expo                         | — | Erstveröffentlichung: 27. September 2001 |
| 2003 | The Intergalactic Collector’s Item                | — | Erstveröffentlichung: 19. März 2003      |
| 2005 | Astromantic DVD                                   | — | Erstveröffentlichung: 23. Februar 2005   |
| 2006 | M-Flo Tour 2005 Beat Space Nine at Nippon Budokan | JP15 (16 Wo.)JP | Erstveröffentlichung: 22. Februar 2006   |
| 2007 | M-Flo Tour 2007 Cosmicolor @ Yokohama Arena       | JP4 (19 Wo.)JP | Erstveröffentlichung: 31. Oktober 2007   |
| 2010 | M-Flo 10 Years Special Live "We Are One"          | JP17 (7 Wo.)JP | Erstveröffentlichung: 7. April 2010      |